# Papp István Gázsa
Papp István Gázsa (született Papp István, Kolozsvár, 1959. május 13. –) a Magyar Nemzeti Táncegyüttes zenekarvezető prímása, az erdélyi táncházmozgalom egyik alapítója.

## Pályája
Már hétéves korában elkezdett hegedűn tanulni a kolozsvári zenelíceumban, ahol 1978-ban végzett.
Még előtte, 1977-ben el kezdett népzenével foglalkozni. Ettől az évtől, az erdélyi táncházmozgalom egyik alapítójaként rengeteg népzenei gyűjtésen vett részt, Kallós Zoltán irányításával, így bővítve repertoárját, amit aztán a táncházakban kamatoztatott.
A Bodzafa együttes tagjaként 1977 és 1982 között rendszeresen muzsikált a kolozsvári táncházakban, időközben lejárt Désre is, a Tőkés László parókiáján illegalitásba kényszerült zártkörű rendezvényekre. Később már csak (főleg) stúdió felvételekre tellett, lévén egyrészt, hogy a tagok különböző városokban éltek, másrészt 1984-ben az akkori hatóságok betiltották a kolozsvári táncházat… 1978-ban az első székelyudvarhelyi táncháztalálkozón, majd 1980-ban az első gyimesközéploki népzenetáborban is jelen volt.
Kezdetektől több bakelitlemezük jelent meg a Bodzafával, köztük az igazi kuriózumnak számító Magyarózdi népzene, amely először mutatott be egy falu monográfiáját, balladákkal, táncrendekkel.
1982-től 1989-ig a sepsiszentgyörgyi Vadrózsák (a mai Háromszék Együttes elődje) hivatásos népi együttes zenekarvezetője volt. Itt alapította meg a Stúdió Táncegyüttes állandó kísérőzenekaraként is működő Kova zenekart, akinek tagjaival a Székelyföldön még engedélyezett táncházak állandó közreműködője volt (Sepsiszentgyörgy mellett Csíkszeredában, de főleg Kézdivásárhelyen muzsikáltak rendszeresen). 1989-ben, a legsötétebb diktatúrában, Csernátonban megszervezték az első erdélyi néptánc tábort.
1990-ben kivándorolt Németországba, ahol megnősült és gyereke született. Feleségével Szűcs Júliával és kislányával Papp Dorottyával 1991-ben visszaköltözött Magyarországra, Budapestre.
Közben ez idő alatt, az 1990-es évek elején a budapesti Malév Kamarás együttesben játszott világzenét, majd 1992-től kezdve Kelemen László meghívására a Budapest Táncegyüttes prímása lett. Jelenleg is a Honvéd Együttes, Magyar Nemzeti Táncegyüttes zenekarának zenekarvezető prímása.
1993-ban megalapította harmadik saját zenekarát, a Gázsa Bandet. Az évek során zenekarával és a Zsuráfszky Zoltán által vezetett Magyar Nemzeti Táncegyüttessel bejárta a világot.   Európán kívül járt Mexikóban, Indiában, Tájvánon, Egyiptomban, Kuvaitban, és többször Japánban, Kínában, Kanadában és az Egyesült Államokban. (Egy 2004-es amerikai koncertsorozat egyik állomásaként a washingtoni filharmonikusokkal is tartottak egy Bartók-Liszt-Brahms-műveket tartalmazó, és azok népzenei gyökereiről szóló koncertet). A világ minden táján népszerűsíti a magyar népi kultúrát és az autentikus népzenét. Rendszeresen tanított népzenei táborokban, Erdélytől Kanadáig, mesterkurzusokat tartott Válaszúton, saját zenekarával pedig különböző amatőr néptáncegyüttesek zenei kíséretével, fesztiválok többszöri díjazottja.
Zenei kvalitásait nem csak népzenészként kamatoztatja. Sepsiszentgyörgyi éveiben állandó tagja volt a városi kamarazenekarnak, ahol a nagy klasszikusok mellett kortárs magyar és román műveket adtak elő. Régizene muzsikusként pedig a Barozda együttesben közreműködött a csíkszeredai Régizene Fesztiválokon. Mellette a kolozsvári és sepsiszentgyörgyi színházak előadásaiban vállalt különféle zenész-színész megmérettetést. Évekig ment vele Budapesten az Új Színház Vérnász című darabja is. Szerepelt a Vagabond című Szomjas György-filmben, egy indiai játékfilmben, valamint közreműködött az 1100 év Európa közepén című, 62 részes dokumentumfilm kísérőzenéjében is. Tagja és zenekarvezető prímása volt a 2011-ben Prima Primissima díjat nyert Honvéd Együttesnek, melynek zenekarával, ugyanebben az évben első díjat nyertek Kínában, egy nemzetközi fesztiválon.
A hivatásos táncegyütteseknél betöltött szerepe révén sokféle népzenei dialektust sajátított el. Így kijelenthető, hogy kimagaslóan széles népzenei repertoárral rendelkezik, mely hosszú táncházas múltjának és erdélyi gyökereinek is köszönhető.

### Önálló CD
Gázsa Band: Csipke Camp 2012
  Gazsa Band: Rhythm Addiction – USA Concert Tour 2008
  Gázsa zenekar: Őrkőiek Budapesten, Budapest 2008.
  Gázsa zenekar: Táncház muzsika Mezőségről, Budapest 2007.
  Gazsa Band live in the USA 2005. Hungaria Records, HRCD006
  Gázsa-zenekar: Budapesttől Kommandóig. Budapest, 2003. FolkEurópa Kft.FESZCD04.
  Gázsa: Erdélyi népzene. Budapest, 1998. ABT 004.

### CD együttesekkel
Magyar Nemzeti Táncegyüttes zenekara: Táncalávaló – 2022  © Magyar Nemzeti Táncegyüttes                                
Panek Kati: Ha nem szerettelek volna. Sepsiszentgyörgy, 2007. TEMPO-085 2007
Budapest Ensemble's Band: CSÁRDÁS! – The Tango of the East. Bp. 2005 Hungaria Records- HRCD005
Budapest Táncegyüttes: Csipkerózsika. Budapest, 2003. Magneton 5046 63898-2.
1100 év Európa közepén. Budapest, 2002. Fonó FA-098-2.
Budapest Táncegyüttes: Csárdás! – A Kelet-Európai tangó. Budapest, 1999. Budapest Táncegyüttes BPTE 001.
Bodzafa együttes: a "Panek Katié". Budapest, 1999. Fonó FA-070-2.
Jánosi együttes: 77 magyar tánc. Budapest, 1996. Hungaroton HCD 18228.

### Közreműködés CD-n
Barozda: Kájoni és a népzene -2021 © Copyright Barozda
Barozda: SICULICIDIUM- Székely zenei emlékek Erdély aranykorától a MADÉFALVI VESZEDELEM utáni korokon át a régi székely népzene felfedezéséig – 2014 Alutus Kiadó
Demeter Erika: Édes ének- világ.zene.  2013 FONÓ – FA282-2
Magyar Örökség/Hungarian Heritage – Smithsonian Festival 2013 HH
Tisztelet a mestereknek- (népzenei gálaműsor koncertfelvétele Fonó 2010 feb.2) – 2012 © Híd Média Kft.
Barozda: Széllel tündökölni – Emlékek a 30 éves csíkszeredai régizene fesztivál kezdeteiről 2010 – © Copyright Barozda
Szerda 1: Magyarszovát – Ördöngösfüzes – Élő táncházi muzsika FONÓ  2011 FA263-2
Tintér Gabriella: Mit ér nekem…  2010 Hunnia Records  
Demeter Erika: Igaz vigasz. Budapest 2006 TEMPO- 079.
Tizenkét Banda: Erdélyország. Budapest, 2004. FolkEurópa Kft. FECD 012.
Barozda: Vándorutakon. Eskilstuna, Svédország, 2001. Barozda BA 270601.
Roza Bancseva: Jana-Janica. Budapest, 2000. Fonó FA-083-2.
Orosz Tibor: Kalandozások. Budapest, 2000. ER-CD 035
Táncháztalálkozó '97. Budapest, 1997. Magyar Művelődési Intézet MMICD 004.
BihariSokk. Budapest, 1997. BSK.

### Kazetta  -Műsoros kazetta
Csipkerózsika. Budapest, 2003. Magneton LC 5410.
  Gázsa zenekar: Budapesttől Kommandóig. Sepsiszentgyörgy, 2003. TEMPO 067.
  Őrkői és szászcsávási cigány népzene. Sepsiszentgyörgy, 2001. TEMPO 055.
  Bodzafa: a "Panek Katié". Sepsiszentgyörgy, 1999. TEMPO 005.
  Gázsa: Erdélyi népzene. Budapest, 1998. ABT 004.
  Táncháztalálkozó '97. Budapest, 1997. Magyar Művelődési Intézet MMIMK 004.
  Ábel. Sepsiszentgyörgy 1997. Háromszék Népi Együttes HANE 001.
  Budapest Táncegyüttes: Japan tour 1995: Magyar néptáncok. Budapest, 1995. FOLK REPORT 162.
  Budapest Táncegyüttes: Japan tour 1995: Jeles napjaink. Budapest, 1955. FOLK REPORT 162.
  Budapest Táncegyüttes: Japan tour 1995: Magyar táncrendek. Budapest, 1995. FOLK REPORT 162.
  Tibor'c: Magyar népzene. Budapest, 1992–93. FCMC 105.

### Műsoros videokazetta
Csipkerózsika. Budapest, 2003. Magneton.
  1100 év Európa közepén. Budapest, 2002.
  Csárdás! – A Kelet-Európai tangó. Budapest, 1999. Budapest Táncegyüttes BPTE.
  Ábel. Budapest, 1999. Duna TV VT-036.
  Betyárok. Budapest, 1998. Televideo 3212.

### Hagyományos (bakelit) lemez
Vadrózsák Zenekar: Hegedülnek, szépen muzsikálnak (nótalemez). Bukarest, 1984. Electrecord ST-EPE 03156.
  Bodzafa: Magyarózdi népzene. Bukarest, 1984. Electrecord ST-EPE 02577.
  Táncház: Bodzafa – Venyige. Bukarest, 1982. Electrecord ST-EPE 02168.
  Táncház. Bukarest, 1978. Electrecord STM-EPE 0163.

### Film (zenei közreműködés)
A halálba táncoltatott lány. Rendező: Hules Endre. 2011.
Vagabond. Rendező: Szomjas György. 2003.

### Hangmodulos könyv
Bartók és a tücsöklagzi – 2023 © Napraforgó Könyvkiadó https://napraforgokiado.hu/konyv/bartok-es-a-tucsoklagzi

### Díjak, kitüntetések
2013 – Mester és Tanítvány művészeti díj – http://cco.hu/mveszeti-dijat-alapitott-a-dunapack-kft/
2015 – Magyar Arany Érdemkereszt
2021 – Magyar Érdemrend Lovagkeresztje
2023 – Martin György Díj